# ZERO (アンチウイルスソフトウェア)
ZEROは、ソースネクスト社が販売するセキュリティ対策ソフトのブランド、およびその製品群である。2025年8月現在、ZEROウイルスセキュリティ、ZEROスーパーセキュリティの2商品が存在する。

## ライセンス体系
このソフトウェア群の最大の特徴はライセンス体系である。なお、有効なライセンスがあればどの製品からも最新のプログラムを利用でき、購入時期によらず性能は同一である。

### 「期間課金型」製品
2006年以前は他社同様の「1年間」などの利用期限が存在し、その期間中利用できる製品として販売していた。

### 「OS対応型」製品
「○○セキュリティZERO」の商品名称で2006年から2016年まで販売していた。対応OSのマイクロソフト社公式サポート期間中、利用期限が無いライセンス体系。

### 「端末固定型」製品
「ZERO○○セキュリティ」の商品名称で2016年4月から販売している。インストールした端末が使い続けられる限り（端末の故障やOSがサポートされなくなるまで）、利用期限が無いライセンス体系。

## ZEROウイルスセキュリティ
ソースネクストのセキュリティ対策ソフトとして最初に発売され、ZEROシリーズのラインナップの追加後は最下級で最も安価な製品と位置づけられている。K7Computing社のエンジンを使用し、UI部分はソースネクストが設計している。
セキュリティソフトといえば1年に1度有料で更新するものというのが「常識」であり、ウイルスセキュリティも当初はそのような商品であった。2006年にサポートされるOSで使用する限り有効期限が無い「OS対応型」の「ウイルスセキュリティZERO」を打ち出したことで、セキュリティソフトとしては後発ながら、2006年のヒット商品番付で前頭6枚目に入ったり、2007年の第13回リビング新聞「助かりました大賞」一般・サービス部門で入賞するなど注目を集めた。

### MacOS対応版
2011年9月14日、「ウイルスセキュリティ for Mac」を10月21日に発売すると発表した。しかし10月14日に発売延期を発表し、2012年3月30日に発売中止が発表された。
その6年後の2018年4月、「ZEROウイルスセキュリティ」がマルチOS対応型としてMac OSに対応した。

### セキュリティ性能の評価
2006年頃には、ウイルス検出率が他の製品よりも劣ると指摘されていた。
その後、ウイルスセキュリティと同エンジンを使用しているK7 Total Securityは、第三者機関による性能テストにも参加するようになり、2007年以降はたびたびVirus Bulletinのテストで100%検出した「VB100 award」を受賞したり、2015年以降はたびたびAV-TESTのProtectionの項目で満点を獲得したりしている。

### 履歴
- 2003年11月14日 - 安価な価格設定のセキュリティソフト「ウイルスセキュリティ2004」発売[13]。
- 2004年7月8日 - 「ウイルスセキュリティ2005」発売[14]。
- 2005年12月1日 - 500円で3か月使えるワンコインセキュリティソフト「ウイルスセキュリティ500」発売[15]。
- 2005年12月16日 - 「ウイルスセキュリティ2006」発売[15]。
- 2006年7月6日 - 業界初のOS対応型セキュリティソフト「ウイルスセキュリティZERO」発売[16]。
- 2008年9月5日 - ネットブックなどの光学ドライブを搭載しないPCに対応するため、USBメモリに収録して販売する「Uメモ」シリーズとして、「ウイルスセキュリティZERO USBメモリ版」発売開始[17]。CD-ROM版は今後廃止する予定であることを公表した[18]。
- 2009年4月3日 - Windows 7に対応する「ウイルスセキュリティZERO（Windows 7 対応保証版）」発売[19]。
- 2009年5月26日 - バージョンアップ（バージョン10.0）によりWindows Vista 64bit版に対応[20]。
- 2012年6月22日 - Windows 8に対応した「ウイルスセキュリティZERO Windows 8対応版」発売開始[21]。
- 2014年4月9日 - マイクロソフト社のWindows XPのサポート終了に伴い、同社もサポートとパターンファイルの更新を停止した。Windows XP上ではWindowsのセキュリティの警告が出て、ウイルス対策ソフトが正常に動作していないと表示される。ウイルスセキュリティのアイコンも赤くなり、正常動作していないことが示される。
- 2015年4月10日 - Windows 10に対応する「ウイルスセキュリティZERO（Windows 10 有効版）」を発売[22]。既存ユーザー向けの有償サービス「Windows 10への有効OS拡張サービス」も提供開始。
- 2016年4月5日 - 「OS対応型」から、インストールしたパソコンが使える限り無期限で使用可能な「端末固定型」にサポートポリシーを改め、「ZEROウイルスセキュリティ」を発売（CD-ROM版など）[23]。
- 2018年1月18日 - マイクロソフト社のWindows Vistaのサポート終了に伴って対応OSから外れた後も移行措置として継続していたWindows Vista向けのワクチンファイルの提供を終了し、全機能を停止[24]。
- 2018年4月4日 - バージョンアップ[25]。MacOSへ対応した。
- 2019年11月12日 - 価格改定[26]。
- 2021年7月19日 - Windows 11への対応保証を発表[27]。
- 2021年12月31日 - マイクロソフト社のWindows 7の延長サポート終了に伴って対応OSから外れた後も移行措置として継続していたWindows 7向けのサポートを終了[28]。

## ZEROスーパーセキュリティ
ZEROウイルスセキュリティの上位版として発売。ZEROシリーズの中で最も性能重視の製品として扱われている。Bitdefender社のエンジンを使用した総合ウイルス対策ソフト。「BitDefender Total Security」と同じエンジンを使用している。

### 履歴
- 2011年12月12日 - BitDefenderのエンジンを採用した「スーパーセキュリティZERO」を発売[30]。
- 2015年4月10日 - Windows 10に対応する「スーパーセキュリティ ZERO（Windows 10 有効版）」を発売[22]。既存ユーザー向けの有償サービス「Windows 10への有効OS拡張サービス」も提供開始。
- 2016年4月5日 - 「OS対応型」から、インストールしたパソコンが使える限り、無期限で利用可能な「端末固定型」にサポートポリシーを改め、「ZEROスーパーセキュリティ」を発売[23]。
- 2017年4月5日 - 3台用パッケージの販売を終了し、5台用パッケージの販売を開始[31]。
- 2018年1月18日 - マイクロソフト社のWindows Vistaのサポート終了に伴って対応OSから外れた後も移行措置として継続していたWindows Vista向けのワクチンファイルの提供を終了し、全機能を停止[24]。
- 2018年4月4日 - バージョンアップ。iOSに対応。Webカメラ保護機能が追加[25]。
- 2019年11月12日 - 5台用パッケージの販売を終了し、3台用パッケージの販売を再び開始[26]。
- 2020年6月11日 - Windows版のバージョンアップを実施。マイク保護機能の追加とふるまい検知、決済ブラウザ、お子様保護、Wi-Fiアドバイザーの機能強化が行われた[32]。
- 2021年7月19日 - Windows 11への対応保証を発表[27]。
- 2021年12月31日 - マイクロソフト社のWindows 7の延長サポート終了に伴って対応OSから外れた後も移行措置として継続していたWindows 7向けのサポートを終了[28]。

## 過去に発売されていた製品

### クラウドセキュリティZERO
かつてZEROウイルスセキュリティとZEROスーパーセキュリティ中間に位置づけられていた製品。マイクロワールドテクノロジー社の「eScan Internet Security Suite」をベースにした製品であった。

#### 履歴
- 2013年5月30日 - ダウンロード版の販売開始[33]
- 2013年10月4日 - パッケージ版発売[34]
- 2015年6月 - Windows 10 対応版の発売[35]。
- 2018年1月18日 - マイクロソフト社のWindows Vistaのサポート終了に伴って対応OSから外れた後も移行措置として継続していたWindows Vista向けのワクチンファイルの提供を終了し、全機能を停止[24]。
- 2021年12月31日 - マイクロソフト社のWindows 7の延長サポート終了に伴って対応OSから外れた後も移行措置として継続していたWindows 7向けのサポートを終了[28]。
- 以降、公式サイトも閉鎖され、ZEROシリーズのラインナップからも削除されており、製品のサポート及び発売は終了している[36]。

## テレビCM

#### ムエタイ 工場編[37]
2005年8月より放映。タイの工場が舞台。ウイルスに例えたコーチがパソコンに例えたムエタイ選手にキックを浴びせる。ガードの甘い選手は苦痛に顔を歪め、もう1人の選手は必死にガードする。

#### FLOG編[38]
2006年10月より放映。2匹のカエルが登場。